# Горбаткова Неллі Віссаріонівна
Горбаткова Неллі Віссаріонівна (25 червня 1958 — 7 серпня 1981) — радянська хокеїстка на траві.
Бронзова призерка Олімпійських Ігор 1980 року.